# Michael Higdon
Michael Higdon (Liverpool, 2 september 1983) is een Engels voormalig voetballer die als aanvaller speelde. Hij speelde onder meer voor Crewe Alexandra FC, Motherwell FC en N.E.C.

## Loopbaan

### Crewe Alexandra
Higdon is geboren in Liverpool en drong in de zomer van 2003 door vanuit het jeugdteam naar het eerste elftal van Crewe Alexandra FC. Hij was van origine een middenvelder, maar werd door manager Dario Gradi als spits gepositioneerd vanwege zijn lengte en fysieke kracht. Higdon's belangrijkste moment voor Crewe Alexandra kwam in de laatste wedstrijd van het seizoen 2004/05, waarin Crewe moest winnen van Coventry City FC om degradatie naar de League One te voorkomen. Crewe kwam met 1-0 achter, maar scoorde de gelijkmaker om vervolgens de assist te leveren op de winnende goal van Steve Jones. Een seizoen later degradeerde hij alsnog met Crewe Alexandra. In vier jaar voor Crewe speelde Higdon 87 wedstrijden, waarin hij goed was voor tien goals.

### Falkirk
In de zomer van 2007 trok Higdon transfervrij naar Schotland, waar hij ging spelen voor Falkirk FC. Hij had kunnen bijtekenen bij Crewe, maar zou daar derde spits zijn. Hij vertrok daarom. Bij Falkirk scoorde hij meteen twee keer in zijn debuutwedstrijd tegen Gretna FC. In zijn laatste wedstrijd voor Falkirk scoorde Higdon de winnende goal tegen Inverness Caledonian Thistle FC, waardoor niet Falkirk, maar de tegenstander degradeerde. Higdon speelde twee seizoenen bij Falkir en kwam daarin tot 72 wedstrijden, zeventien goals en acht assists.

### St. Mirren
Op 24 juni 2009 tekende Higdon bij St. Mirren FC. Hij scoorde zes goals in zijn eerste seizoen, waaronder een spectaculair afstandsschot tegen zijn voormalig werkgever Falkirk op 12 december 2009. In zijn tweede seizoen bij St. Mirren schroefde hij zijn cijfers flink op. Hij scoorde onder meer een hattrick tegen Hamilton Academical FC op 2 april 2011 en eindigde mede daardoor op vijftien goals dat seizoen.

### Motherwell
Op 3 juni 2011 verliet Higdon St. Mirren voor Motherwell FC. Hij maakte op 23 juli zijn debuut tegen Inverness Caledonian Thistle FC en scoorde in een EFL Cup-wedstrijd tegen Clyde FC zijn eerste goal voor Motherwell. Op 22 februari 2012 scoorde hij een hattrick tegen Hibernian FC, met onder meer een prachtige omhaal. Hij eindigde net als het seizoen ervoor op veertien competitiegoals. In zijn tweede seizoen voor Motherwell werd hij mede door twee hattricks met 26 competitiedoelpunten topscorer van de competitie. Hij werd daarom verkozen tot PFA Scotland Players' Player of the Year. Op 27 juni 2013 liet Higdon via zijn zaakwaarnemer weten dat hij niet meer terug zou keren bij Motherwell. Hij kwam tot 42 doelpunten in 80 wedstrijden in twee seizoenen.

### N.E.C.
Op 8 juli 2013 tekende Higdon voor twee seizoenen bij N.E.C. Technisch directeur Carlos Aalbers roemde de spitsenkwaliteit van de Engelsman en zijn vermogen om 'doelpunten op het hoogste niveau te maken'. In de eerste speelronde tegen FC Groningen (4-1 verlies) maakte Higdon zijn debuut. Op 24 augustus maakte hij tegen RKC Waalwijk zijn eerste twee doelpunten voor de clubs, beide vanaf de strafschopstip. Op 29 september scoorde Higdon in de Gelderse derby tegen Vitesse in de 86'ste minuut de 2-2, waarna Lucas Piazón N.E.C. in blessuretijd alsnog een nederlaag toebracht. Op 25 oktober scoorde Higdon beide Nijmeegse goals in een 2-1 overwinning op Sc Heerenveen, de eerste overwinning van het seizoen. Op 26 januari 2014 scoorde hij opnieuw tegen Vitesse in een 1-1 gelijkspel. Daarmee is Higdon een van de weinige N.E.C. die in één seizoen scoorde in beide competitie-ontmoetingen met Vitesse. Tussen 1 en 29 maart scoorde Higdon in vijf opeenvolgende Eredivisiewedstrijden tegen PEC Zwolle, Roda JC Kerkrade, FC Utrecht, Sc Heerenveen en Heracles Almelo. Toch won het geen van die wedstrijden. In de laatste competitiewedstrijd tegen AFC Ajax gaf hij een assist op de 2-2 van Alireza Jahanbakhsh, wat rechtstreekse degradatie voorkwam. In de play-offs werd N.E.C. echter alsnog verslagen door Sparta Rotterdam, waardoor N.E.C. degradeerde. Higdon vertrok vervolgens bij N.E.C., waar hij tot vijftien goals en acht assists kwam in 38 wedstrijden. 

### Sheffield United
Op 4 augustus 2014 tekende hij voor twee seizoenen bij Sheffield United.Daar speelde hij slechts een jaar, waarin hij tot 24 wedstrijden en vijf goals kwam. Vervolgens werd hij voor drie maanden verhuurd aan Oldham Athletic, waar hij in korte tijd vijf goals maakte in dertien wedstrijden. In januari 2016 werd zijn contract bij Sheffield ontbonden. In februari tekende hij een contract tot het einde van het seizoen 2015/16 bij Tranmere Rovers FC. In december 2016 sloot hij aan bij Bangor City waar hij in 2017 zijn loopbaan beëindigde.

## Clubstatistieken
| Seizoen | Club              | Competitie      | Competitie | Competitie | Beker | Beker | Overig | Overig | Totaal | Totaal |
| Seizoen | Club              |                 | Wed.       | Dlp.       | Wed.  | Dlp.  | Wed.   | Dlp.   | Wed.   | Dlp.   |
| ------- | ----------------- | --------------- | ---------- | ---------- | ----- | ----- | ------ | ------ | ------ | ------ |
| 2003/04 | Crewe Alexandra   | Championship    | 10         | 1          | 1     | 0     | –      | –      | 11     | 1      |
| 2004/05 | Crewe Alexandra   | Championship    | 20         | 3          | 1     | 0     | –      | –      | 21     | 3      |
| 2005/06 | Crewe Alexandra   | Championship    | 26         | 3          | 1     | 0     | –      | –      | 27     | 3      |
| 2006/07 | Crewe Alexandra   | League One      | 25         | 3          | 3     | 0     | –      | –      | 28     | 3      |
| 2007/08 | Falkirk           | Premier League  | 28         | 8          | 2     | 1     | –      | –      | 30     | 9      |
| 2008/09 | Falkirk           | Premier League  | 34         | 7          | 8     | 1     | –      | –      | 42     | 8      |
| 2009/10 | St. Mirren        | Premier League  | 33         | 4          | 9     | 2     | –      | –      | 42     | 6      |
| 2010/11 | St. Mirren        | Premier League  | 28         | 14         | 5     | 1     | –      | –      | 33     | 15     |
| 2011/12 | Motherwell        | Premier League  | 35         | 14         | 4     | 2     | –      | –      | 39     | 16     |
| 2012/13 | Motherwell        | Premier League  | 37         | 26         | 3     | 1     | 2      | 0      | 42     | 27     |
| 2013/14 | N.E.C.            | Eredivisie      | 32         | 14         | 4     | 1     | 2      | 0      | 38     | 15     |
| 2014/15 | Sheffield United  | League One      | 13         | 2          | 7     | 3     | –      | –      | 20     | 5      |
| 2015/16 | Sheffield United  | League One      | 2          | 0          | 2     | 0     | –      | –      | 4      | 0      |
| 2015/16 | → Oldham Athletic | League One      | 11         | 5          | 2     | 0     | –      | –      | 13     | 5      |
| 2015/16 | Tranmere Rovers   | National League | 9          | 2          | 0     | 0     | –      | –      | 9      | 2      |
| 2016/17 | Bangor City       | Premier League  | 3          | 0          | 0     | 0     | –      | –      | 3      | 0      |
| Totaal  | Totaal            | Totaal          | 346        | 106        | 52    | 12    | 4      | 0      | 402    | 118    |

## Erelijst

### Individueel
| Nationaal                         |    |         |
| Topscorer Scottish Premier League | 1x | 2012/13 |
| Schots voetballer van het jaar    | 1x | 2012/13 |